# Csonde–Everland állomás
Csonde (Jeondae)–Everland állomás a szöuli metróhoz kapcsolódó jongini (yongini) Everline könnyűmetrónak az állomása. Az Everland élménypark ingyenes buszjáratokat üzemeltet innen.

## Viszonylatok
| EverLine                                 | EverLine | EverLine   |
| ---------------------------------------- | -------- | ---------- |
| Tundzson (Dunjeon) Kihung (Giheung) felé | Everline | végállomás |